# إسماعيل الصبياني
إسماعيل الصبياني (من مواليد 25 أبريل 1989 في جدة) هو العداء الرياضي السعودي متخصص في سباق 400 متر.بدأ التنافس دوليا في السادسة عشرة من عمره شارك في سباق 800 متر في بطولة العالم للشباب 2005 وفاز بالميدالية الذهبية في سباق التتابع 4 × 400 متر مع المنتخب السعودي في الدوحة بمشاركة حمدان البيشي وحامد البيشي ومحمد الصالحي كسر بعض الأرقام القياسية السعودية والآسيوية والعربية

## وصلات خارجية
- إسماعيل الصبياني على موقع الاتحاد الدولي لألعاب القوى (الإنجليزية)